# 변영태
변영태(卞榮泰, 1892년 12월 15일~1969년 3월 10일)는 대한민국 정치인이다. 제5대 국무총리를 지냈다.

## 생애
본관은 밀양(密陽)이며, 원적지는 경기도 부평도호부 하오정면 고리동(지금의 경기도 부천시 고강동 313번지)이다. 호는 일석(逸石)이다. 동생은 시인 변영로(卞榮魯)이고, 형은 법조인 변영만(卞榮晩)이다.
재동소학교를 졸업하고, 교동고등소학교(校洞高等小學校)를 거쳐 계산보통학교(桂山普通學校)로 전학하였으며, 15살에 고등소학교 과정을 마치고, 보성중학교(普成中學校)에 입학하였다. 그러나 1905년 을사조약 이후 전덕기의 상동교회(尙洞敎會)에 나가면서 이회영(李會榮)의 지도를 받았다.

### 교육 활동
1912년 만주 통화현(通化縣)의 신흥학교(新興學校)를 제1회로 졸업하였고, 1916년 중국 셰훠 대학교(協和大學) 영어영문학과 1년을 수료하였다. 신흥학교에서 잠시 교직을 지냈다. 1917년부터 1945년까지 중앙고등보통학교(中央高等普通學校)에서 영어교사로 재직했다. 1945년 광복이 되자 고려대학교 교수로 재직하면서 후진 양성에 힘썼다.

### 관료 활동
1949년 1월 27일, 주필리핀 특사에 임명되어 일본 도쿄를 거쳐 마닐라로 부임하였다. 도쿄에서는 이승만의 명을 따라, 맥아더 사령부에 방문하여 대한군원(對韓軍援)과 미군의 계속주둔 등에 대하여 논의하였다. 그러나, 맥아더는 "내 임무는 명확히 규정되어 카르빈 한 자루도 넘겨줄 수 없다"면서 애치슨 국무장관만을 비난했다.
1951년 외무부 장관이 되어 파키스탄의 라호르에서 개최된 에카페 회의에 참석했다. 이 회의에서 한국 전쟁으로 인한 대한민국 사정의 어려움을 세계 여러 나라에 알리는 데 큰 기여를 했다. 그는 이 회의에 참석할 때 가지고 간 여행경비를 남겨서 돌아오면 국고에 반환을 할 정도로 청렴하고 곧은 성격을 지녔던 것으로 전해 내려온다.

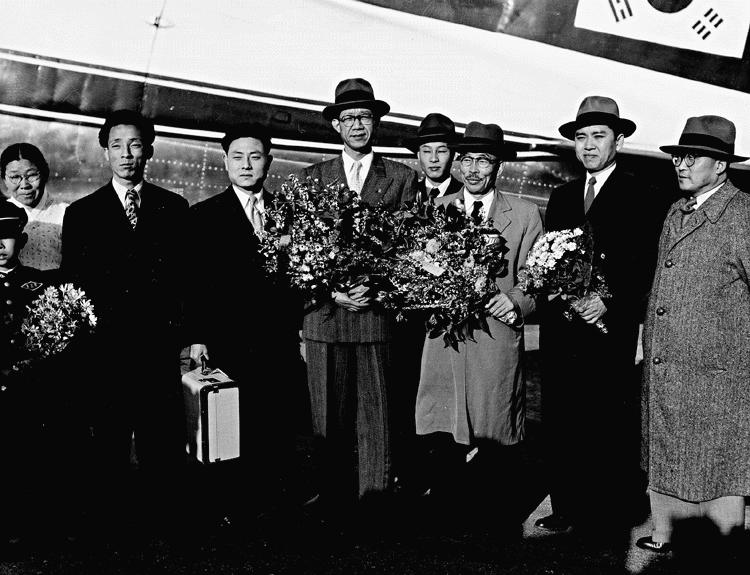
변영태 외무장관 등 한국대표단이 제네바회담 참석차 출국하였다.(1954)

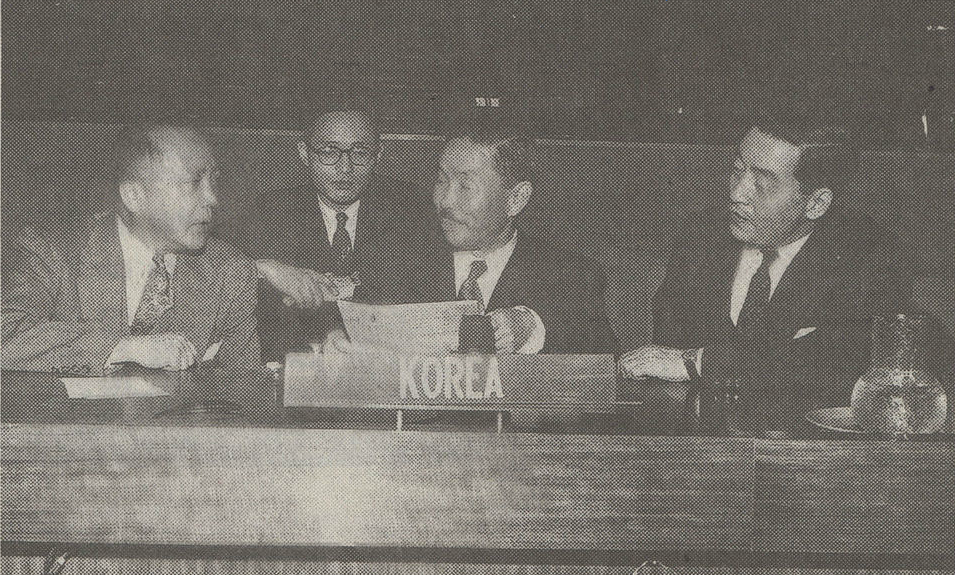
1954년 유엔총회에 참석한 한국 대표들. 왼쪽부터 양유찬, 한표욱, 변영태, 임병직

1952년부터 1954년까지 제7~9차 국제 연합 총회에서 한국대표단 단장으로 활동했다. 1952년 제7차 총회에는 임병직, 양유찬, 한표욱, 이재항, 서재식, 전상진으로, 1953년 제8차 총회에는 양유찬, 임병직, 한표욱, 최덕신, 이수영, 이재항, 한유동으로, 1954년 제9차 총회에는 임병직, 양유찬, 최순주, 윤치영, 이재항, 한유동으로 한국 대표단을 구성하였다. 1953년 5월 29일 한국전쟁의 휴전 후 5개 중립국의 한국 내 활동을 저지하기 위해서 필요하다면 전 한국군을 유엔군 산하에서 탈퇴시키겠다고 유엔군을 위협하였다. 1953년 10월 1일, 워싱턴 D.C.에서 한미상호방위조약에 서명하였다.
1954년에 국무총리가 되어 외무부 장관을 겸임하였다.
1954년 4월부터 7월까지 제네바에서 열린 제네바 정치회의에 대한민국 대표단의 수석대표에 참석하였다. 5월 22일, 변영태는 "제네바제안"이라 불리는, 14개 항의 통일 방안을 제시하였다. 제네바 본회의에서 발언한 한국어는 국제회의에서 한국어가 처음으로 사용된 순간이었다. 이 회의에서 북한은 유엔의 감시 하에 자유 선거를 실시하고, 대한민국은 헌법 절차에 따라 선거를 하는 내용의 성명을 발표하였다.

### 야당 정치인
1956년 이후에는 서울대학교 상과대학 및 고려대학교 교수 등을 지냈고, 1962년 고려대학교에서 명예문학박사학위를 받았다.
제1공화국 붕괴 이후 야당 정치인으로 활동하였다. 1963년 3월 22일 윤보선·박순천 등의 재야지도자들과 함께 박정희의 3월 16일 군정연장 선언에 반발하여 '민주구국선언대회'를 열어 군정연장봉쇄를 결의하고 가두데모에 나섰다. 1963년 정민회(正民會)를 창당하여 대통령 선거에 출마하였으나 2.2% 득표율로 낙선하였다.

## 사후
사후 장례는 사회장으로 예정되었으나 검소한 장례를 원하는 유족들의 뜻을 받아들여 가족장으로 치러졌다.
묘소는 경기도 부천시 고강동 6307번지 밀양 변씨 선산에 있다.

## 학력
- 한성 재동보통학교 수료
- 한성 교동보통학교 수료
- 한성 계산보통학교 졸업
- 한성고등보통학교 졸업
- 만주 신흥학교 졸업
- 중국 셰훠 대학교(協和大學) 영어영문학과 중퇴

### 명예 박사 학위
- 1962년 고려대학교 명예 문학박사

## 경력
- 고려대학교 교수
- 1951년 4월 16일 ~ 1955년 7월 28일 : 외무부 장관
- 1954년 6월 27일 ~ 1954년 11월 28일 : 국무총리

## 가족
- 할아버지 : 변해영(卞海永)
  - 아버지 : 변정상(卞鼎相)
  - 어머니 : 진주 강씨(晉州姜氏)
    - 형 : 변영만(卞榮晩, 1889년 음력 6월 23일 ~ 1954년)
    - 아우 : 변영로(卞榮魯, 1898년 음력 5월 9일 ~ 1961년 3월 14일)
    - 배우자 : 채씨(蔡氏)
    - 배우자 : 이영민
      - 자녀 : 3남 3녀

## 저서 및 역서

### 저서
- 〈외교록〉

### 번역서
- 〈논어〉(영역)

## 관련 드라마
- 제2공화국 - 홍성민

## 참고 자료
- "변영태", 한국 브리태니커 온라인 (2008. 2. 17자 기사)